# The Suso's Show
The Suso's Show es un programa de televisión de comedia y entrevistas colombiano transmitido por Caracol Televisión. Es un programa en el que "Suso", el conductor, en cada show tiene un tema diferente en el que habla acerca de él y de las situaciones que las personas colombianas realizan correspondiente a dicho tema; también tiene un invitado en cada programa, pero no cualquier invitado, se trata de actores de alto estatus, prestigio, personalidades regias y divas de la actualidad a los cuales entrevista siempre siguiendo la estética cómica del programa. En sus inicios fue transmitido por el canal de televisión abierta colombiano Telemedellín.
The Suso's Show era grabado en vivo en varios teatros de la ciudad de Medellín como lo son el teatro Biblioteca Pública Piloto de Medellín, El Teatro la "Convención" del Tecnológico Pascual Bravo y en la sexta temporada se grabó en el Teatro Pablo Tobón Uribe, también fue grabado en el Teatro del tránsito de Medellín y en La Biblioteca de Belén.

## Historia
El programa inició en diciembre de 2009 en un estudio pequeño, con pocas personas y de poca duración. Era una especie de ensayo del programa para saber como les iría en el índice de audiencia de Telemedellín. Por su gran audiencia, Telemedellín decidió crear el programa oficialmente de una hora aproximada y con mayor público en su estudio, para ello se iniciaron las transmisiones o grabaciones en uno de los teatros anteriormente mencionados grabado en vivo donde los televidentes participaban.
El programa hasta hoy ha tenido una gran audiencia, lo que ha subido notariamente el índice de audiencia del canal.

## El programa
El programa comienza con una introducción de Suso sobre el tema a tratar, donde al final plantea una pregunta sobre el mismo. Luego de la introducción comienza la entrevista al invitado, la cual incluye secciones como ¿Cuánto sabes de lo que haces?, en donde se le plantean al invitado una serie de preguntas satíricas sobre su carrera y donde dice sus frases más sonadas y recordadas "Qué caja" "Yo si soy charro parce" "Vos te imaginas" "Chigüi Chigüi" "el que lo entendió lo entendió".
Mientras transcurría la entrevista se recibían llamadas de los televidentes donde se les hacía la pregunta planteada al final de la introducción y se les regalaban premios, como invitaciones al programa, a restaurantes, obras de teatro, etc. También se leían comentarios dejados por cibernautas en la página oficial de Facebook del programa. Al final del programa se le hace al invitado La pregunta de la directora, que es una pregunta fácil pero de gran y complejo preámbulo. 
The Suso's  Show es el único programa que estuvo en tres canales de televisión colombianos en la historia, siendo transmitido por Telemedellin, RCN Televisión y Caracol Televisión.

## El Público
El público que llega al programa, antes debe de reunir tres frases o claves que dice "Suso" (en la mayoría de los casos son cortinillas generadas por su equipo de producción) en el programa transmitido el domingo en Telemedellín, para luego diligenciar el formulario con sus datos personales, seleccionar las claves correctas anteriormente mencionadas en el sitio web del canal; si la persona escribió correctamente las frases, asiste con un acompañante a las grabaciones del programa The Suso's Show. Actualmente algunos programas son grabados en otras ciudades del país por Telemedellín.

## Episodios[5]
Las primeras dos temporadas se transmitieron por Telemedellín hasta el año 2011. Luego el canal privado RCN Televisión, entre el 28 de mayo de 2011 hasta el 28 de abril de 2013, comenzó a transmitir el show para la audiencia nacional colombiana, todos los domingos después de Noticias RCN. Después de tres años por fuera del aire, desde el 11 de septiembre de 2016, se trasmite la séptima temporada con episodios nuevos por Caracol Televisión.

## Entrevistas
Suso ha entrevistado a una cantidad de artistas y personajes de la farándula entre otros famosos algunos son:
- Natasha Klauss
- Jair Benítez (más conocido como el Chigüiro Benítez)
- Margalida Castro
- Juan Pablo Montoya
- Eléider Álvarez
- Osmín Hernández Desafío (reality)
- Julián Román
- Caterin Escobar
- Norma Nivia
- Marbelle
- Georgina Ruiz Sandoval (más conocida como la Goga Ruiz)
- Vargasvil
- Álex Campos
- Eva Rey
- Freddy Ordóñez
- Faustino Asprilla (El Tino Asprilla)
- Carlos Valderrama
- Jorge Celedón
- Nairo Quintana
- René Higuita
- Leonel Álvarez
- Mauricio Serna
- Joe Arroyo
- James Rodríguez
- Laura Acuña
- David Ospina
- Maluma
- Martha Liliana López
- Silvestre Dangond
- Maelo Ruiz
- Julián Arango
- Lina Tejeiro
- Andrea Serna
- Iván René Valenciano
- Gilberto Santa Rosa
- Elianis Garrido
- Fabiola Posada (más conocida como "la Gorda Fabiola")
- J Balvin
- Yuri (cantante mexicana)
- Danielle Arciniegas
- Carolina Cruz
- Myriam Hernández
- Juan Ricardo Lozano (más conocido como "Alerta")
- Paola Turbay
- Fruko y sus Tesos
- Linda Palma
- María Rocío Stevenson
- Camila Avella
- Luz Amparo Álvarez
- Aída Morales
- Carolina Sabino
- Wilfrido Vargas
- Freddy Guarín
- Willie Colón
- Pasabordo
- Kevin Flórez
- Claudia Bahamón
- Wilmar Roldán
- Darío Gómez
- María Cecilia Botero
- Felipe Peláez
- Carolina Ramírez
- Natalia París
- Ricardo Quevedo
- Ana Sofía Henao
- Alessandra Rampolla
- Mariana Pajón
- Edwin Cardona
- Chocquibtown
- Majida Issa
- Gustavo Gómez
- Robinson Díaz
- Javier Hernández Bonnet
- Gusi
- Karen Martínez
- Laura Tobón
- Alfredo Gutiérrez
- Catalina Uribe
- Nelson Polanía (más conocido como "Polilla")
- Sebastián Mejía (Tatan) & Maleja Restrepo
- Ángel Arregoces
- Pipe Bueno
- Jorge Alfredo Vargas
- Fanny Lu
- Carlos Vargas
- Javier Fernández Franco
- Manuel Teodoro
- Rigoberto Urán
- Johanna Fadul
- Julián Arango
- Peter Manjarrés
- Mábel Lara
- Marcela Carvajal
- Franklin Ramos
- Ricardo Orrego
- Flora Martínez
- Santiago Cruz
- Carolina Gaitán
- Alberto Linero
- Diego Trujillo
- Taliana Vargas
- Amparo Grisales
- Orlando Duque
- Alejandra Azcárate
- Jéssica Cediel
- Gregorio Pernía
- Flavia Dossantos
- César Escola
- Rafael Zea
- Daniela Ospina
- Fernando Solórzano
- Inés María Zabaraín
- Ana María Estupiñán
- Daniel Samper Ospina
- Carlos Sánchez (más conocido como "El Mono")
- Antonio Jiménez
- Piso 21
- Juan Diego Alvira
- Catalina Gómez
- Alejandro Palacio
- Marcelo Cezán
- Angélica Blandón
- Verónica Orozco
- Camilo Cifuentes
- María Elvira Arango
- Rafael Santos
- Juan Lozano
- Yuri Vargas
- Juan Roberto Vargas
- Julio César Meza
- Paula Barreto
- Mónica Jaramillo
- Miguel Morales
- Jeymmy Paola Vargas
- Sebastián Yatra
- Sergio Fajardo
- Jhon Alex Castaño
- Sara Uribe
- Juanes
- Hebert Vargas
- Rubén Darío Arcila
- Alberto Gamero
- Jimmy Vásquez
- Pedro González (más conocido como "Don Jediondo")
- Diva Jessurum
- Santiago Rodríguez
- Tony Kamo
- Humberto de La Calle
- David García
- Vanessa de la Torre
- Humberto Rodríguez
- María Laura Quintero
- Andrés Parra
- Mr. Black
- Karol G
- Alzate
- María Auxilio Vélez
- Mauricio Vélez
- Jhonny y Andy Rivera
- Lokillo
- Mara Cifuentes (modelo)
- Greeicy Rendón
- Frank Solano
- Silvestre Dangond
- Andrea Serna
- Carla Giraldo
- Mateo Carvajal
- Fabián Ríos
- Clara López
- Paulina Vega
- Carlos Giraldo
- Carolina Acevedo
- Gustavo Petro
- Fonseca
- Christian Tappan
- Melina Ramírez
- Norberto Muñoz
- Jossimar Calvo
- Sofía Gómez
- Alci Acosta
- Luis Alberto Posada
- Mario Yepes
- Óscar Muñoz Desafío (reality)
- Kike Santander
- María Elisa Camargo
- Paola Jara
- Fernando Gaviria
- Tiberio Cruz
- Julio Ernesto Estrada Rincón
- Frey Eduardo Quintero
- Checo Acosta
- Carlos Torres
- Fernanda Hernández
- Francy
- Valentina Lizcano
- Iván Duque
- Juan Alfonso Baptista
- Osmín Hernández
- Risa Loca
- Paola Rey
- Adriana Arango
- Juan Carlos Vargas
- Braian Angola
- Juan Manuel Restrepo
- Fabiana Arias
- Gustavo Gómez Córdoba
- Carmen Villalobos
- María Rocío Stevenson
- Eléider Álvarez
- Patricia Ércole
- Nacho
- Los Montañeros

## Premios y nominaciones

### Premios India Catalina
| Año  | Categoría                                  | nominado                          | Resultado |
| ---- | ------------------------------------------ | --------------------------------- | --------- |
| 2020 | Mejor programa de entretenimiento          | Mejor programa de entretenimiento | Ganador   |
| 2019 | Mejor programa de entretenimiento          | Mejor programa de entretenimiento | Nominado  |
| 2018 | Mejor programa de humor                    | Mejor programa de humor           | Ganador   |
| 2017 | Talento de televisión favorito del público | Danny Alejandro Hoyos             | Nominado  |
| 2012 | Mejor programa de humor                    | Mejor programa de humor           | Nominado  |
| 2012 | Mejor programa de entretenimiento          | Mejor programa de entretenimiento | Nominado  |

### Premios TVyNovelas
| Año  | Categoría                                         | Nominado                     | Resultado |
| ---- | ------------------------------------------------- | ---------------------------- | --------- |
| 2018 | Mejor programa de variedades                      | Mejor programa de variedades | Ganador   |
| 2017 | Mejor programa de variedades                      | Mejor programa de variedades | Ganador   |
| 2017 | Mejor presentador/presentadora de entretenimiento | Danny Alejandro Hoyos        | Nominado  |